# Корчуланський архіпелаг
Корчуланський архіпелаг являє собою групу з 19 островів в Пелешацькому каналі вздовж узбережжя на північ від острова Корчула.
Він складається з 19 островів:
- Бадія
- Баретіч
- Бішаче
- Вела Сестріца
- Вела Ступа
- Врнік
- Гояк
- Губавач
- Каменяк
- Кнежич
- Лучняк
- Майсан
- Майсаніч
- Мала Сестріца
- Мала Ступа
- Планяк
- Рогачіч
- Сутвара
- Шкрпіняк